# مالیات تولید

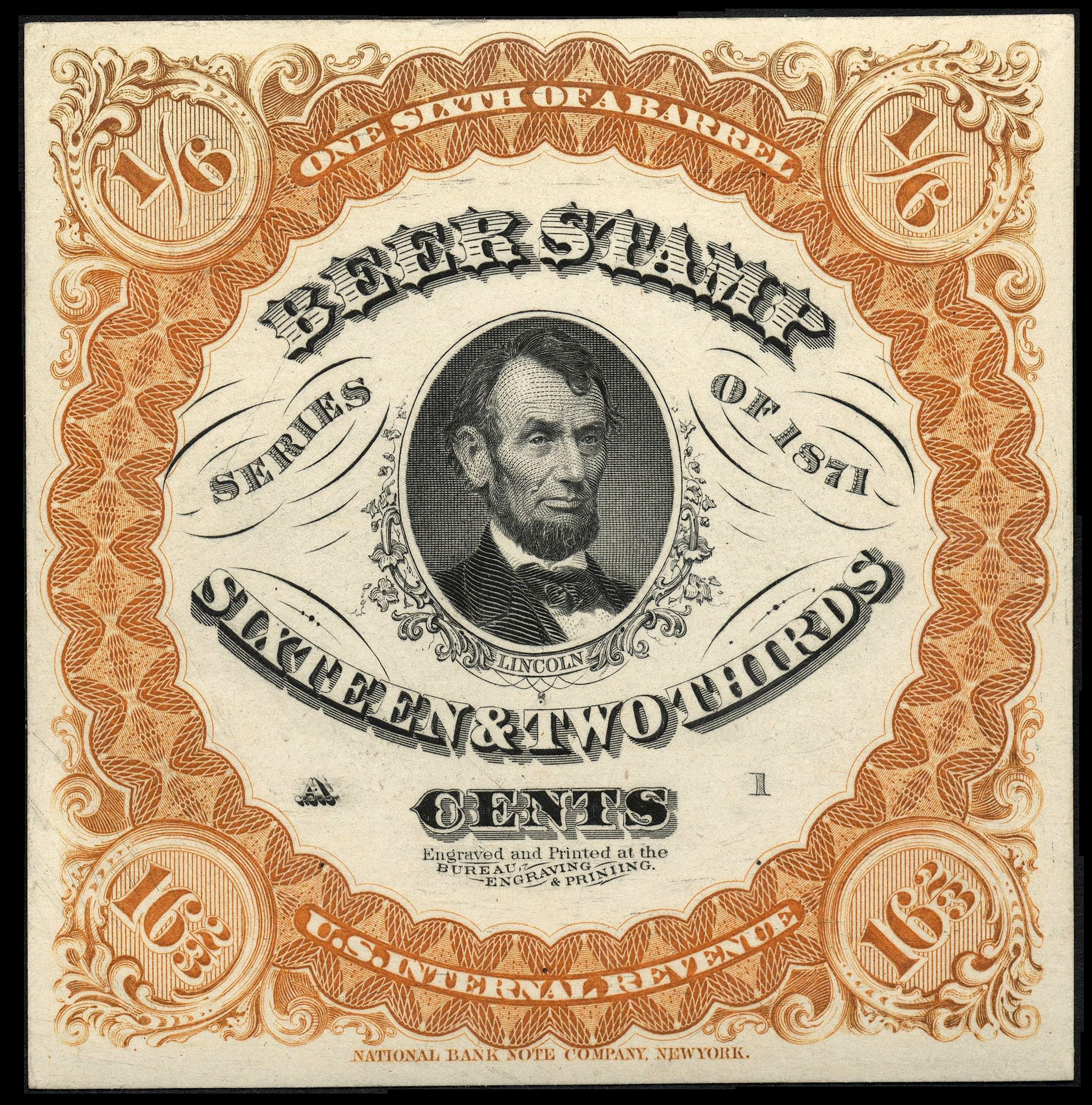
تمبر مالیات بر تولید ایالات متحده برای یک بشکهٔ ۱/۶ بشکه‌ای آبجو در سال ۱۸۷۱

مالیات تولید، مالیات بر تولید یا افزودهٔ مالیاتی (به انگلیسی: Excise)، گونه‌ای مالیات غیر مستقیم، یک وظیفهٔ مالیاتی و هرگونه عوارض مربوط به کالاهای تولیدی است که در لحظه ساخته‌شدن؛ به‌جای هنگام فروش، بر کالا تعلق می‌گیرد. مالیات تولید اغلب با عوارض گمرکی؛ که هنگام عبور کالا از یک مرز مشخص به سوی یک جهت خاص، بر کالاهای از قبل تولیدشده تعلق می‌گیرد، همسان (همردیف) است. گمرک به کالاهایی که - به عنوان کالاهای مشمول مالیات - در مرز قرار دارند - در مرز تعلق می‌گیرد، در حالی که مالیات تولید بر کالاهایی که در داخل کشور تولید شده‌اند (به محض تولید)، تعلق می‌گیرد.
هرچند گاهی هم به نام «مالیات» از آن یاد می‌شود، مالیات تولید به‌طور خاص یک «وظیفه» (یک مالیات خاص) است. مالیات از نظر فنی بر عهدهٔ شخص است (یا دقیق تر، تا میزان ارزیابی آن مبلغ چه باشد)، در حالی که «وظیفه» ی یک کالا مبلغ تعیین شده بر آن کالای خاص است.
مالیات تولید به عنوان یک مالیات غیرمستقیم در نظر گرفته می‌شود، بدین معنی که از تولیدکننده یا فروشنده‌هایی که آن را به دولت می‌پردازند، انتظار می‌رود با بالا بردن قیمت برای خریدار نهایی کالا، بکوشند مبلغ از دست رفتهٔ خود را دوباره بازیابی کنند. مالیات تولید معمولاً علاوه بر دیگر مالیات‌های غیرمستقیم مانند مالیات فروش و مالیات بر ارزش افزوده یا (VAT) برقرار و اعمال می‌شود. مالیات تولید، معمولاً با سه روش از مالیات بر فروش و مالیات بر ارزش افزوده، متمایز می‌شود:
1. یک مالیات تولید از مالیات بر ارزش افزوده به‌طور معمول یک واحد برای هر واحد است و مبلغ خاصی را برای یک واحد یا واحد کالای خریداری شده هزینه می‌کند، در حالی که مالیات فروش یا مالیات بر ارزش افزوده یک مالیات بر ارزش افزوده و متناسب با قیمت کالاها است،
2. یک مالیات تولید به‌طور محدود در مورد دامنهٔ محدودی از محصولات اعمال می‌شود
3. یک مالیات تولید معمولاً سنگین‌تر است و بخش بالاتری از قیمت خرده‌فروشی محصول مورد نظر را به خود اختصاص می‌دهد.

نمونه بارز عوارض مالیات تولید شامل چنین مالیاتی بر بنزین و دیگر سوخت‌ها و همچنین مالیات بر دخانیات و الکل (که گاهی به آن مالیات گناه نیز گفته‌می‌شود).